# 6e cérémonie des David di Donatello
La 6e cérémonie des David di Donatello s'est déroulée le 30 juillet 1961. 

## Palmarès
- Meilleur acteur :
  - Alberto Sordi pour La Grande Pagaille
- Meilleur acteur étranger :
  - Charlton Heston pour Ben-Hur
- Meilleure actrice :
  - Sophia Loren pour La ciociara
- Meilleure actrice étrangère :
  - Brigitte Bardot pour La Vérité
- Meilleur réalisateur :
  - Michelangelo Antonioni pour La Nuit
- Meilleur producteur :
  - Dino De Laurentiis pour La Grande Pagaille ex æquo avec
  - Goffredo Lombardo pour Rocco et ses frères
- Meilleur producteur étranger :
  - Metro Goldwyn Mayer pour Ben-Hur

- David spéciaux :
  - Claudia Cardinale pour La Fille à la valise
  - Franco Rossi pour L’Odyssée nue
  - Gary Cooper pour sa carrière